# Gaetano Rappini
Gaetano Rappini (Bologna, 1734 – 1796) è stato un ingegnere italiano.

## Biografia

### La bonifica dell'Agro Pontino
Rappini era considerato il miglior ingegnere idraulico di Bologna (tra i lavori che gli avevano procurato fama vi era la canalizzazione di Comacchio) quando nel 1775 il nuovo papa, Pio VI, lo chiamò a Roma per studiare un progetto di bonifica delle Paludi Pontine. L'area era malsana a causa della malaria ed era destinata esclusivamente all'allevamento dei bufali allo stato brado e alla pesca.
Rappini progettò di risolvere parte del problema, attraverso lo scavo di un grosso collettore, chiamato Linea Pia, parallelo alla via Appia e destinato a convogliare a mare, presso Terracina, l'apporto di numerosi canali ad esso collegati, dando così sfogo alle acque paludose. In un dettagliato rapporto, datato 25 giugno 1777 e conservato nell'Archivio di Stato di Latina, Gaetano Rappini illustrò al pontefice il suo progetto. Egli quantificò il problema delle paludi: queste occupavano un'area di 180.000 miglia quadrate. Inoltre spiegò il perché delle acque stagnanti e come si fossero potuti prosciugare i terreni. Il progetto venne approvato. Il documento è composto da 42 pagine, con allegata una mappa generale dell’Agro, con sezioni dei terreni e con una seconda mappa a colori, disegnata da Giambattista Ghigi. Di recente è stato riprodotto in fax-simile. Rappini fu nominato direttore dei lavori.
Il 5 aprile 1780 papa Pio VI giunse in visita a Terracina, per rendersi conto del progredire dei lavori. Un secondo viaggio fu effettuato nel 

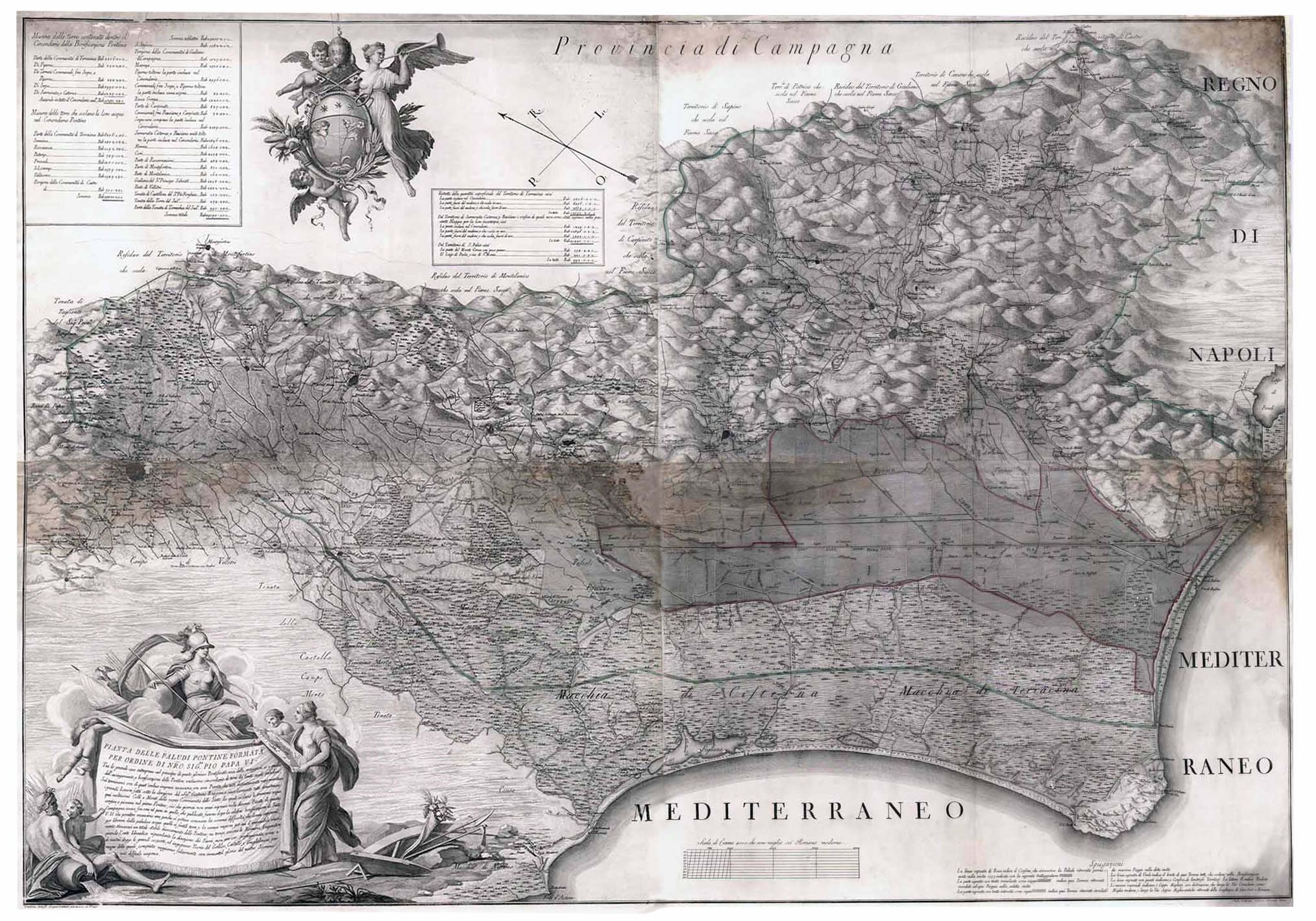
Paludi Pontine al tempo di Pio VI (Provincia di Campagna, Stato della Chiesa).

L'opera di canalizzazione, che impiegò fino a 3.500 operai, ridusse la zona paludosa: furono strappati alle acque 29.000 ettari; parte delle paludi mutò così in terra coltivabile. Alla fine dei lavori fu effettuata la spartizione dei poderi. L'ingegner Rappini ottenne quasi 2.000 ettari.
Il costo complessivo per la Camera Apostolica fu di un milione e mezzo di scudi. 
Sul tracciato della via Appia fu costruita una nuova strada da Velletri a Terracina, abbreviando così la distanza tra Roma e Napoli con una agevole comunicazione pedemontana, al posto della vecchia strada tracciata sulle alture, fra Sezze e Priverno. 
Un busto marmoreo di Gaetano Rappini, scolpito da Vincenzo Pacetti nel 1799, si conserva alla Protomoteca Capitolina.
Gaetano Rappini si sposò con Alessandra Fasci. Dall'unione nacque Francesco, che ottenne da Pio XI il titolo di marchese.